# Alderano Cibo

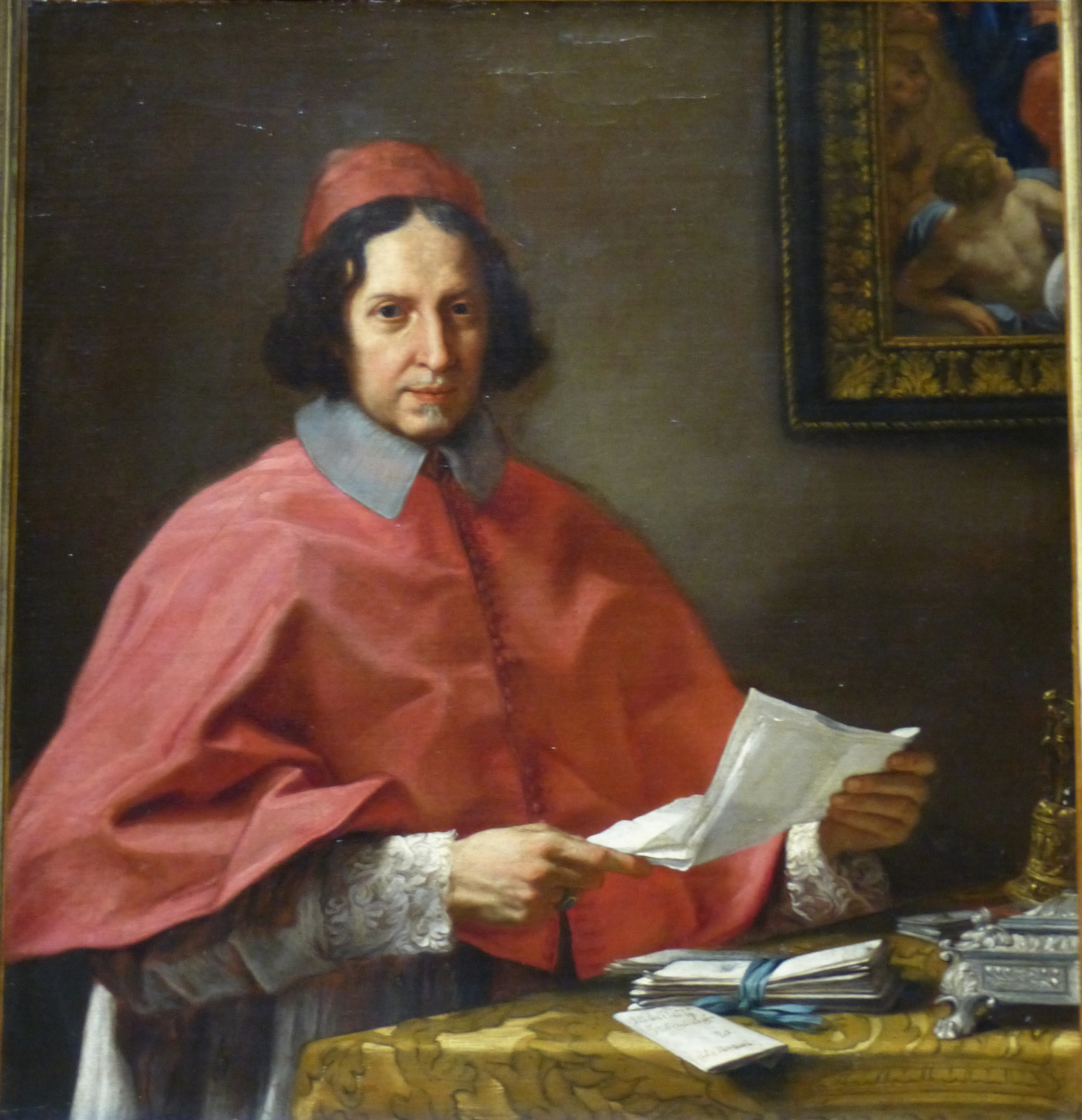
Carlo Maratta: Porträt des Kardinals Alderano Cibo (2. Hälfte 17. Jhd.)

Alderano Cibo (* 16. Juli 1613 in Genua; † 22. Juli 1700 in Rom) war ein Kardinal aus der Familie Cibo-Malaspina und Kardinalstaatssekretär.

## Leben

Wappen des Kardinals Alderano Cibo

Cibo, ein Nachfahre von Papst Innozenz VIII., kam in jungen Jahren nach Rom und wurde unter Urban VIII. päpstlicher Prälat. Dessen Nachfolger Innozenz X. ernannte ihn 1644 zum päpstlichen Majordomus.
Im Konsistorium vom 6. März 1645 nahm der Papst Cibo als Kardinalpriester von Santa Pudenziana ins Kardinalskollegium auf. In den folgenden Jahren vertrat er die Interessen des Papstes als Päpstlicher Legat in Urbino, Romagna und Ferrara. Kardinal Cibo nahm 1655 am Konklave teil, das Alexander VII. wählte.

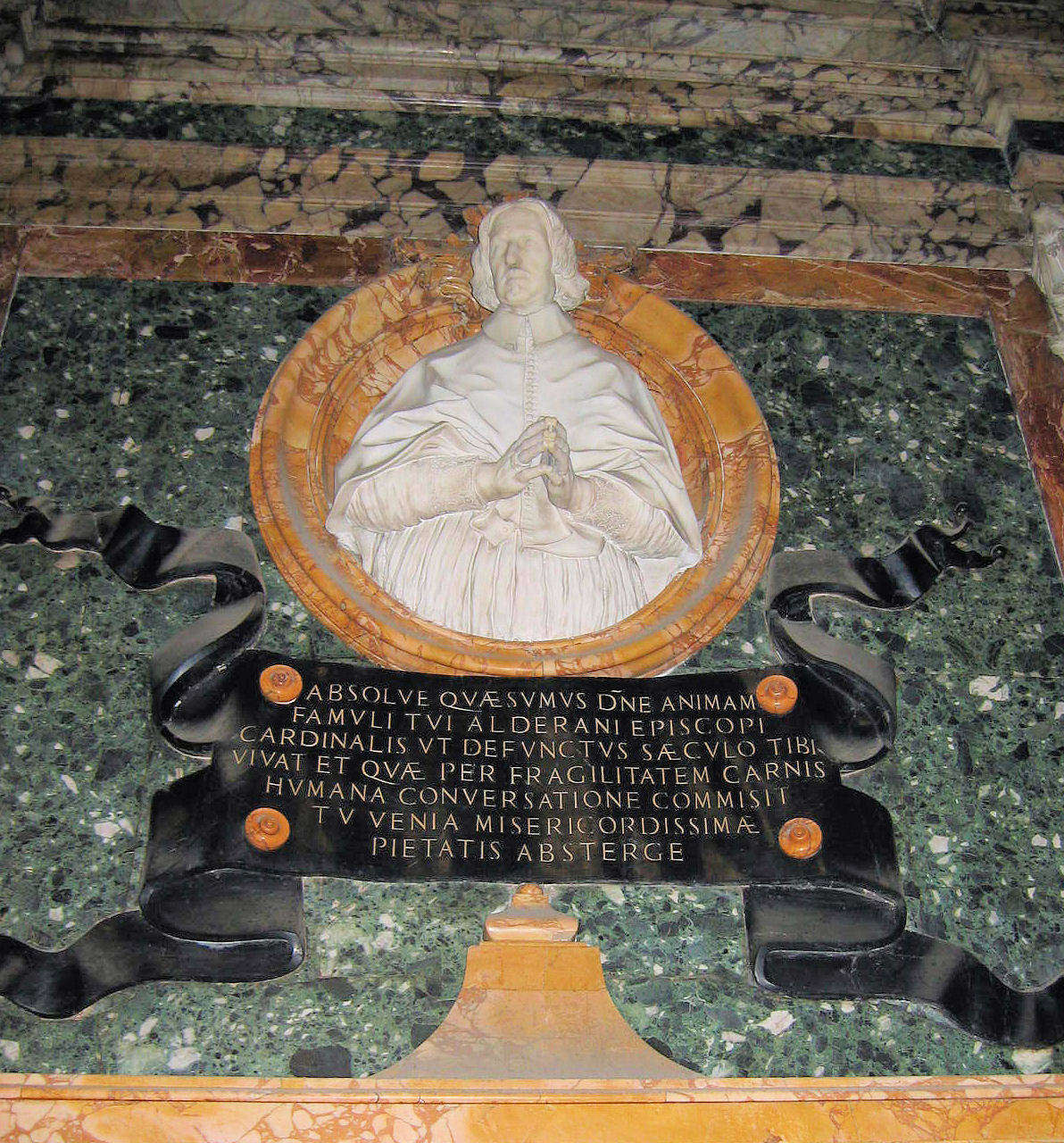
Epitaph Cibos in Santa Maria del Popolo, Rom

Alexander VII. ernannte ihn am 24. April 1656 zum Bischof von Jesi. Über seine Bischofsweihe ist nichts bekannt. Kardinal Cibo nahm am Konklave 1667 teil und wurde im folgenden Jahr Kardinalpriester von Santa Prassede. Von 1669 bis 1670 nahm er an der Wahl von Clemens X. teil. Am 10. Dezember 1671 trat er als Bischof von Jesi zurück. Papst Innozenz XI. ernannte Cibo nach seiner Wahl 1676 zum Kardinalstaatssekretär. 1677 wurde er Kardinalpriester von San Lorenzo in Lucina und Kardinalprotopriester. Am 6. Februar 1679 nahm ihn Innozenz XI. als Kardinalbischof von Palestrina in die Reihe der Kardinalbischöfe auf, im folgenden Jahr wies er ihm das Bistum Frascati zu. 1683 ernannte er ihn zum Sekretär des Heiligen Offiziums und zum Kardinalbischof von Porto-Santa Rufina. 1687 wurde Kardinal Cibo schließlich Kardinaldekan und somit auch Kardinalbischof von Ostia und Velletri. Er nahm noch 1689 und 1691 am Konklave teil und starb 1700, eine Woche nach seinem 87. Geburtstag.